# Anna Tatangelo
Anna Tatangelo, de asemenea cunoscută doar ca Anna (Sora, 9 ianuarie 1987), este o cântăreață italiană.
De asemenea, ea a lucrat ca prezentatoare de televiziune, model și personalitate de televiziune. După ce a câștigat numeroase concursuri de muzică și Academia Cantecului din Sanremo, a devenit cunoscută datorită victoriei de la Festivalul Sanremo 2002 în secțiunea Tineri, cu cântecul ”Doppiamente fragili”.
A publicat 6 albume de studio, 25 de single-uri, și o coloană sonoră, și a vândut peste 700.000 de exemplare din discurile sale , câștigând mai multe discuri de aur și platină. A participat de șapte ori  la Festivalul Sanremo cu melodiile ”Doppiamente Fragili” în 2002, ”Volere volare” în 2003, ”Ragazza di periferia” în 2005, ”Essere una donna” în 2006 (care a devenit piesa ei cea mai faimoasă până astăzi, cu peste 180.000 de exemplare vândute) ”Il mio amico” în 2008, ”Bastardo” în 2011, și ”Libera” din 2015 concurând într-un total de nouă categorii și câștingând cinci podiumuri, inclusiv victoria în categoria de Tineri în 2002, și primul loc la categoria de Femei în 2006. De asemenea, ea a primit numeroase premii și distincții, inclusiv un Premio Mia Martini "Tineri", Veneția Music Award, un Vânt Music Award , și două partecipări la Coca Cola Festival de Vară.